# Henri-Joseph Redouté
Pour les articles homonymes, voir Redouté.
Henri-Joseph Redouté, né à Saint-Hubert (Belgique) le 25 mai 1766 et mort à Paris le 11 janvier 1852, est un dessinateur français membre de la Commission des sciences et des arts lors de la campagne d'Égypte (1798–1799).

## Biographie
Né dans les Ardennes belges, fils du peintre Charles-Joseph Redouté, frère du peintre Antoine-Ferdinand Redouté et du célèbre Pierre-Joseph Redouté, il rejoint en 1785 ses frères à Paris où il s'initie au dessin d'histoire naturelle, puis il est nommé peintre des félins au Museum d'histoire naturelle,, tandis que son frère y est nommé pour les plantes.
Il manque une place dans l'expédition d'Entrecasteaux.
En 1798, il est invité à se joindre au corps expéditionnaire d'Égypte en qualité de dessinateur : son talent lui vaut d'être engagé pour faire partie de la Commission des sciences et des arts. Il compte donc parmi les 167 savants, ingénieurs, botanistes et artistes qui accompagnent Bonaparte dans sa campagne en Égypte. Le naturaliste Étienne Geoffroy Saint-Hilaire en fait son peintre personnel et lui permet d'entrer à l'Institut d'Égypte fondé le 22 août 1798.

« Il quitte Paris le 23 avril 1798, arrive à Alexandrie le 6 juillet, explore en août-septembre le Delta. Le 22 août 1798, il est nommé membre de la section des Arts de l'Institut d'Égypte et gagne Le Caire le 22 septembre. Il y fera une seule communication, sur la peinture des poissons du Nil, le 4 juillet 1799. Il sera des principales expéditions : du 17 au 29 janvier 1799, il accompagne l'expédition aux lacs de natron ; du 26 août au 4 novembre, il est d'une des deux commissions qui explore la Haute Égypte ; le 15 décembre, il participe à l'excursion aux pyramides de Giseh.

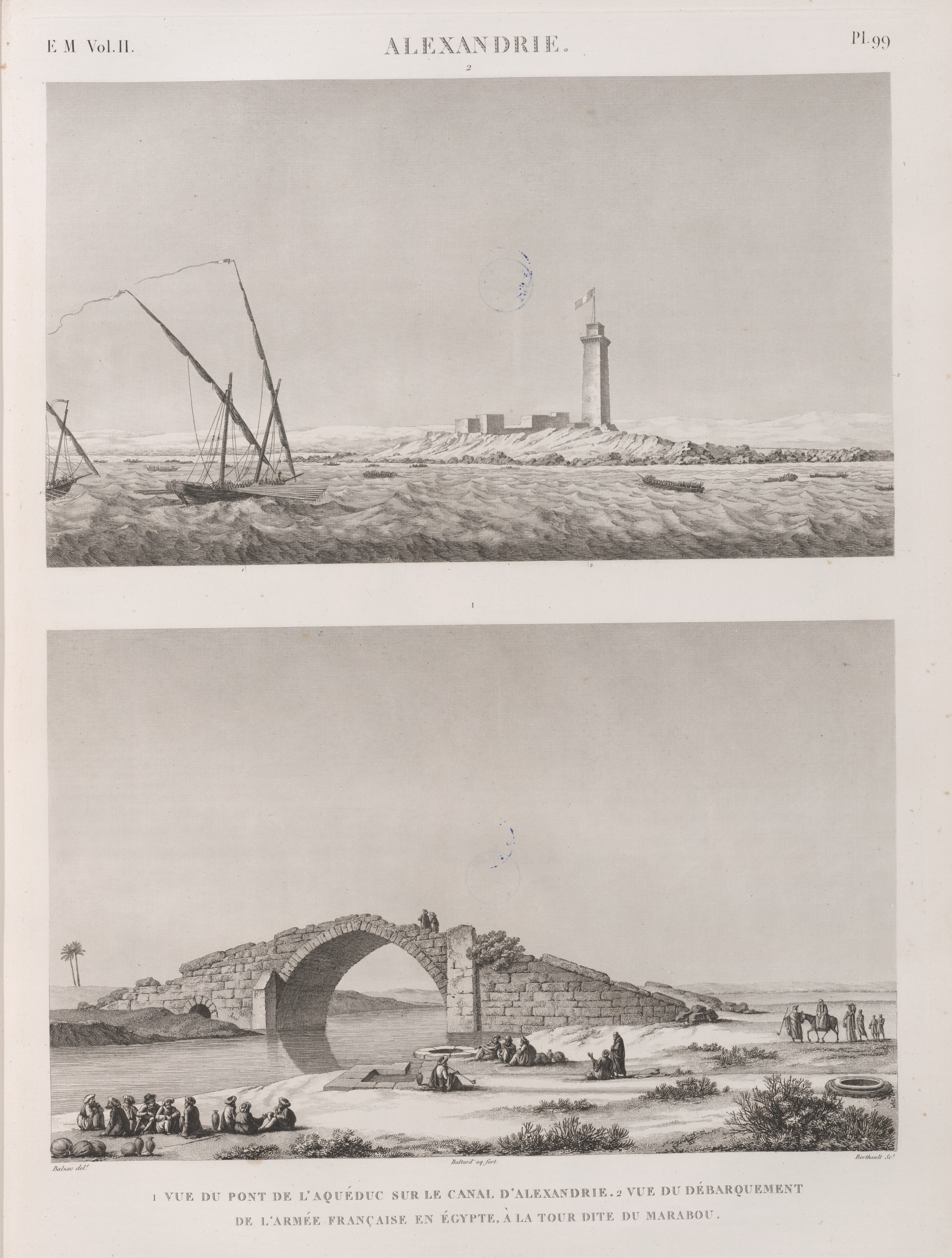
Vue du débarquement de l'armée française à Alexandrie.

En janvier 1801, il tente avec beaucoup d'autres de regagner la France à bord du brick L'Oiseau. En fait, il ne quittera l'Égypte qu'après la capitulation du général Menou (2 septembre 1801). Rentré à Paris le 8 janvier 1802 , il reprend sa place au Muséum et sera un des collaborateurs de la Description de l'Égypte, mais on ne parle plus guère de lui. »

— Carmelia Opsomer
Lors du retour de la commission en France en 1801, ses membres s’attellent à la tâche de rassembler et publier les nombreux documents (notes, croquis, dessins...) réalisés en Égypte, bien souvent dans des conditions extrêmement difficiles.
Le résultat de leurs travaux donnera la Description de l'Égypte ou Recueil des observations et des recherches qui ont été faites pendant l'expédition de l'armée française. Redouté, qui a travaillé sur tous les grands sites de Haute-Égypte, fournit onze planches et cent figures. 
Il rédigea un « Journal historique d'observations et de recherches pendant l'expédition d'Égypte » qui ne fut jamais publié. Le récit de son voyage ne nous parvient que sous forme romancée.
En 1822, en même temps que son frère Pierre-Joseph, il est admis à la Société libre d'émulation (Liège). Il meurt le 11 janvier 1852 à 86 ans.

## Bibliographie

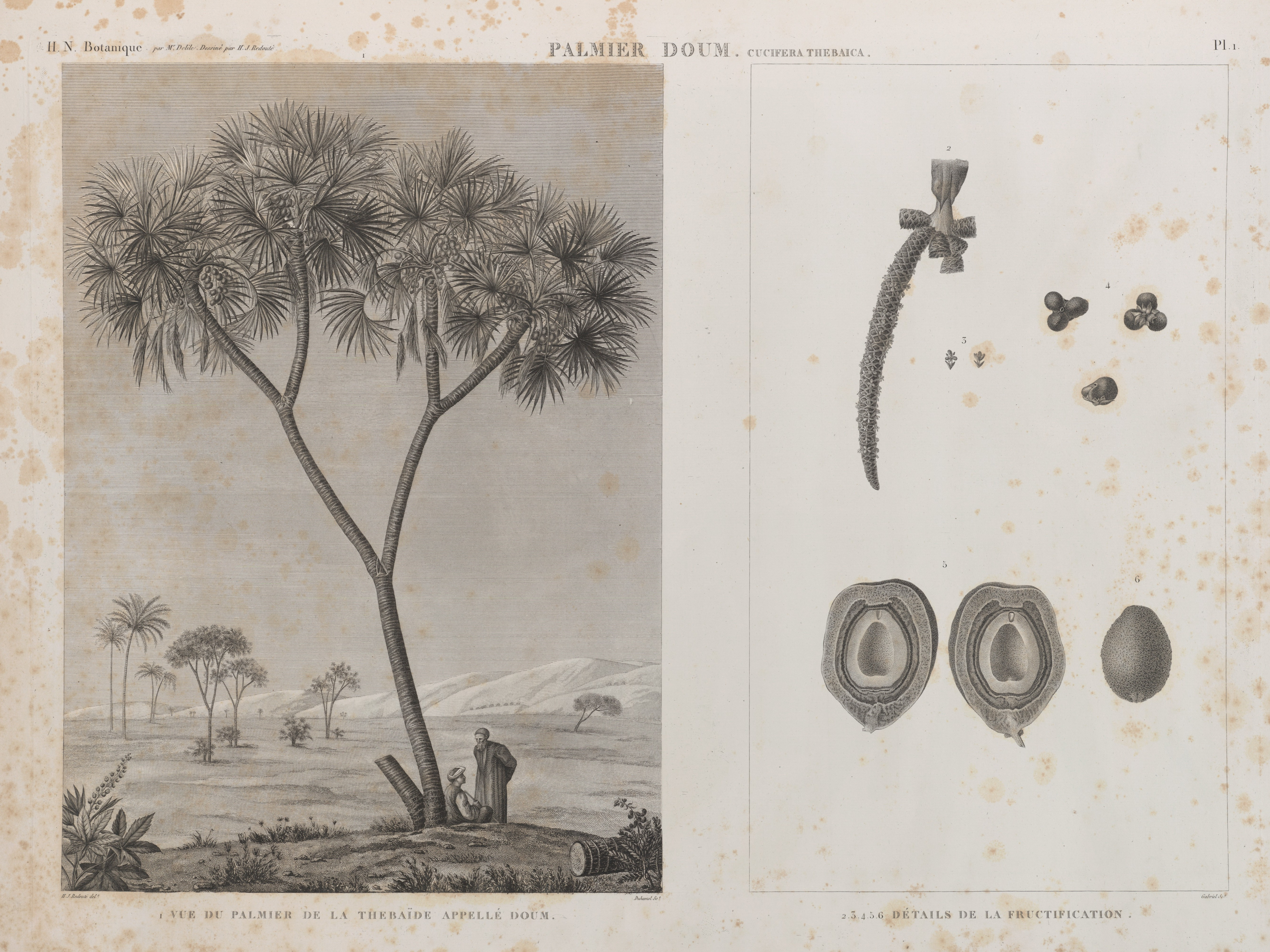
Palmier Doum et détails de fructification

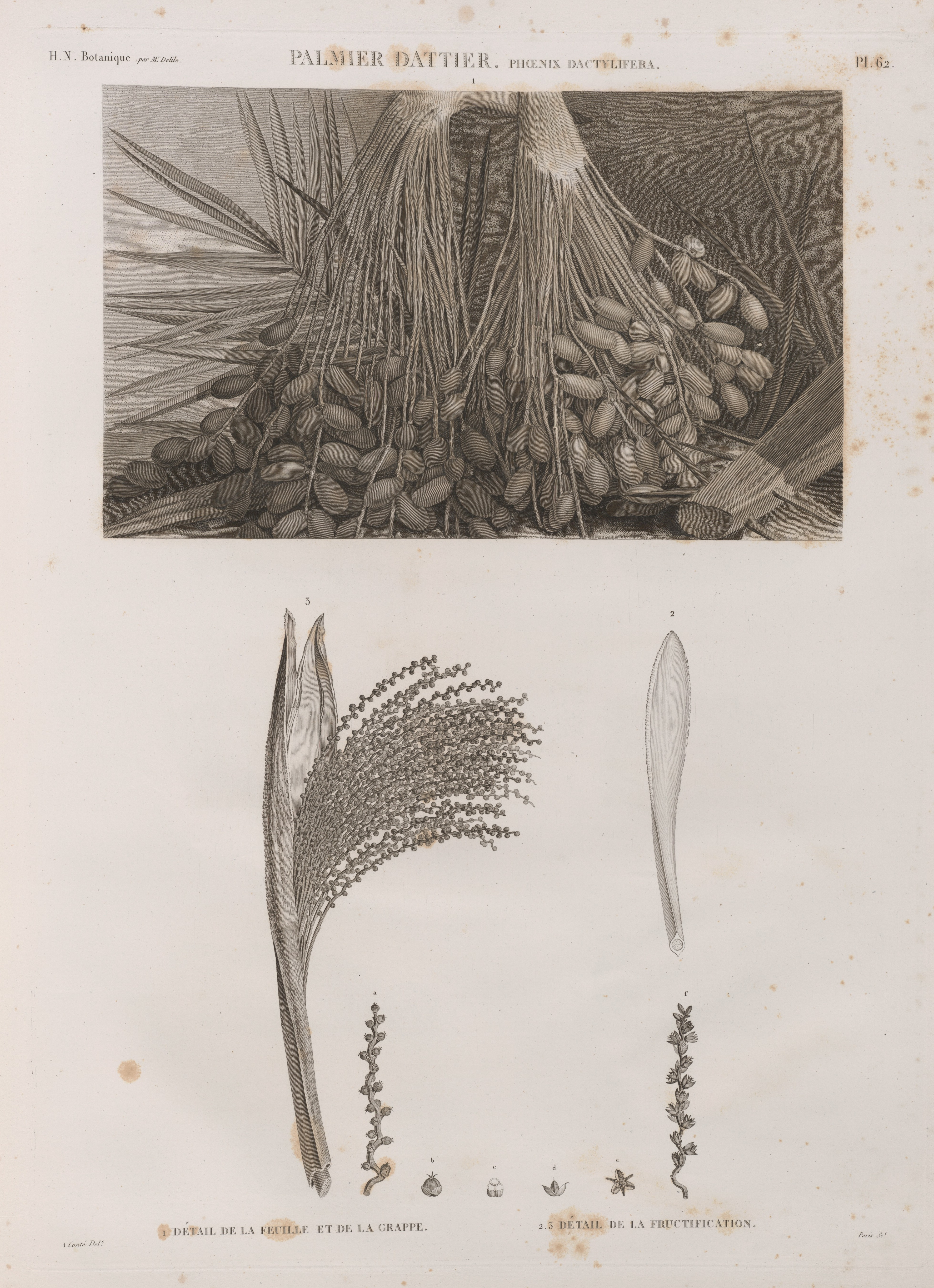
Palmier dattier (Phoenix dactylifera). 1. Détail de la feuille et de la grappe; 2.3. Détail de la fructification.

## Galerie: Poissons du Nil

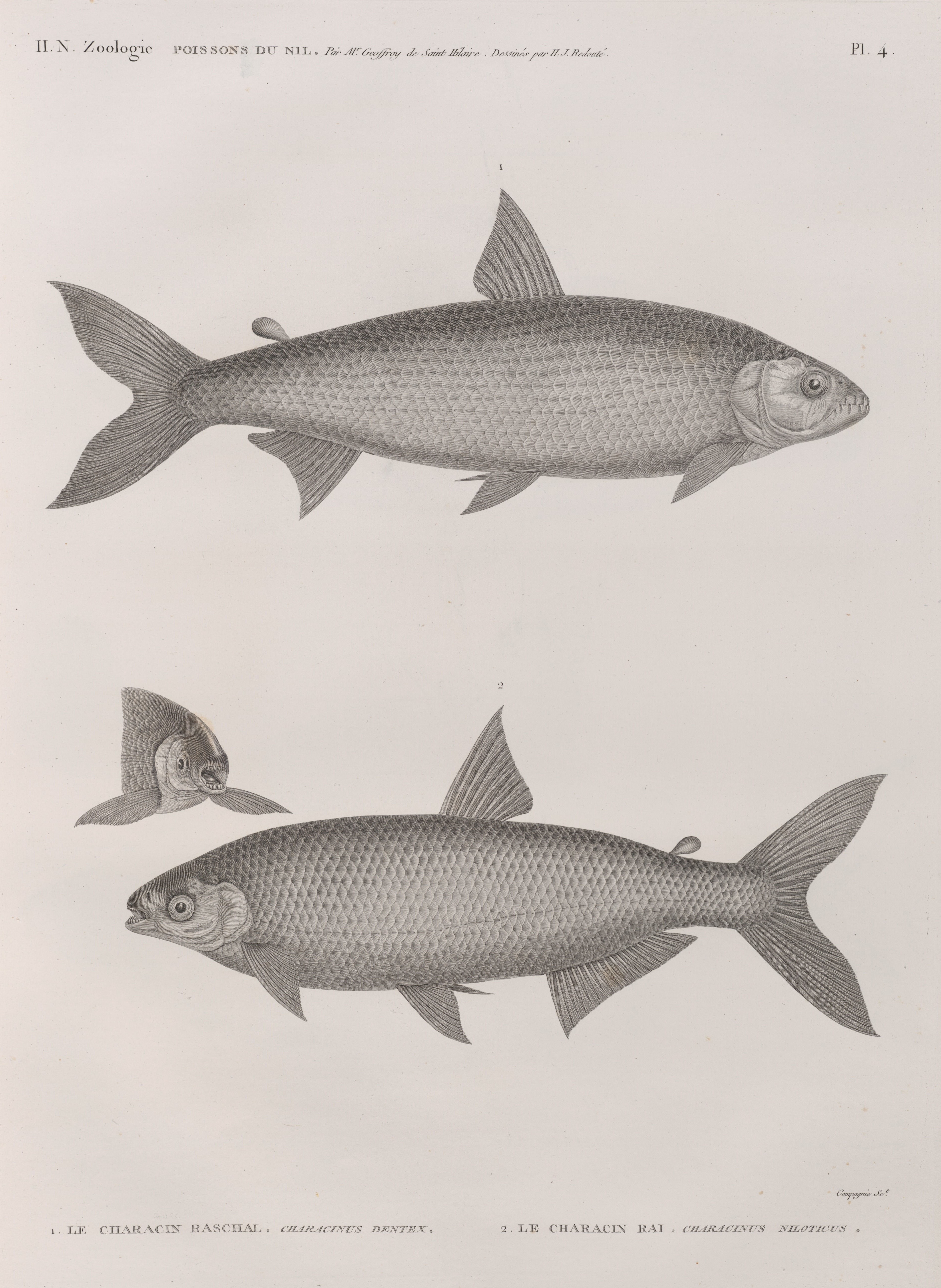
Characin raschal (Characinus dentex) et characin rai (Characinus niloticus)
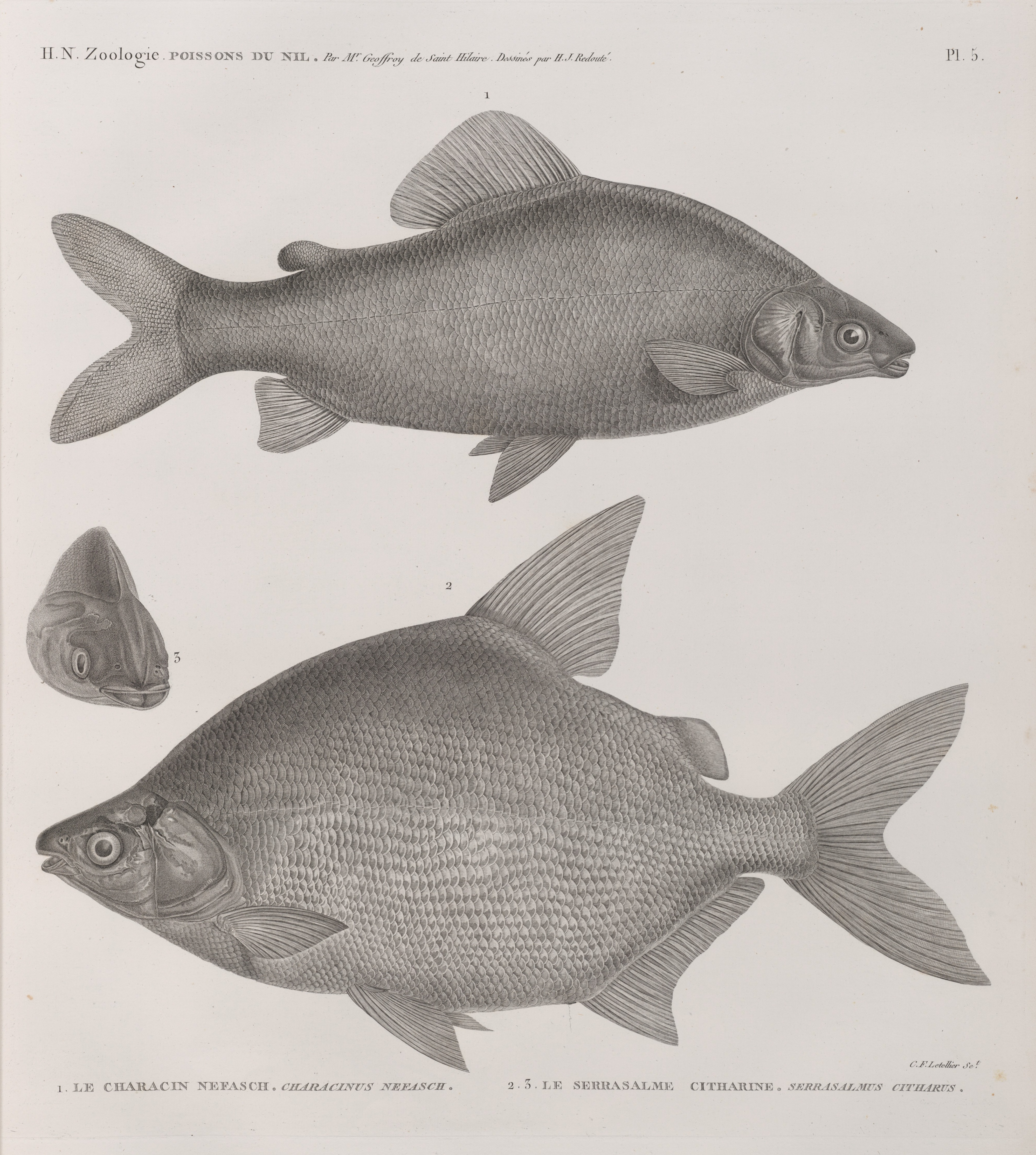
Characin nefasch (Characinus nefasch) et Serrasalme citharine (Serrasalmus citharus)
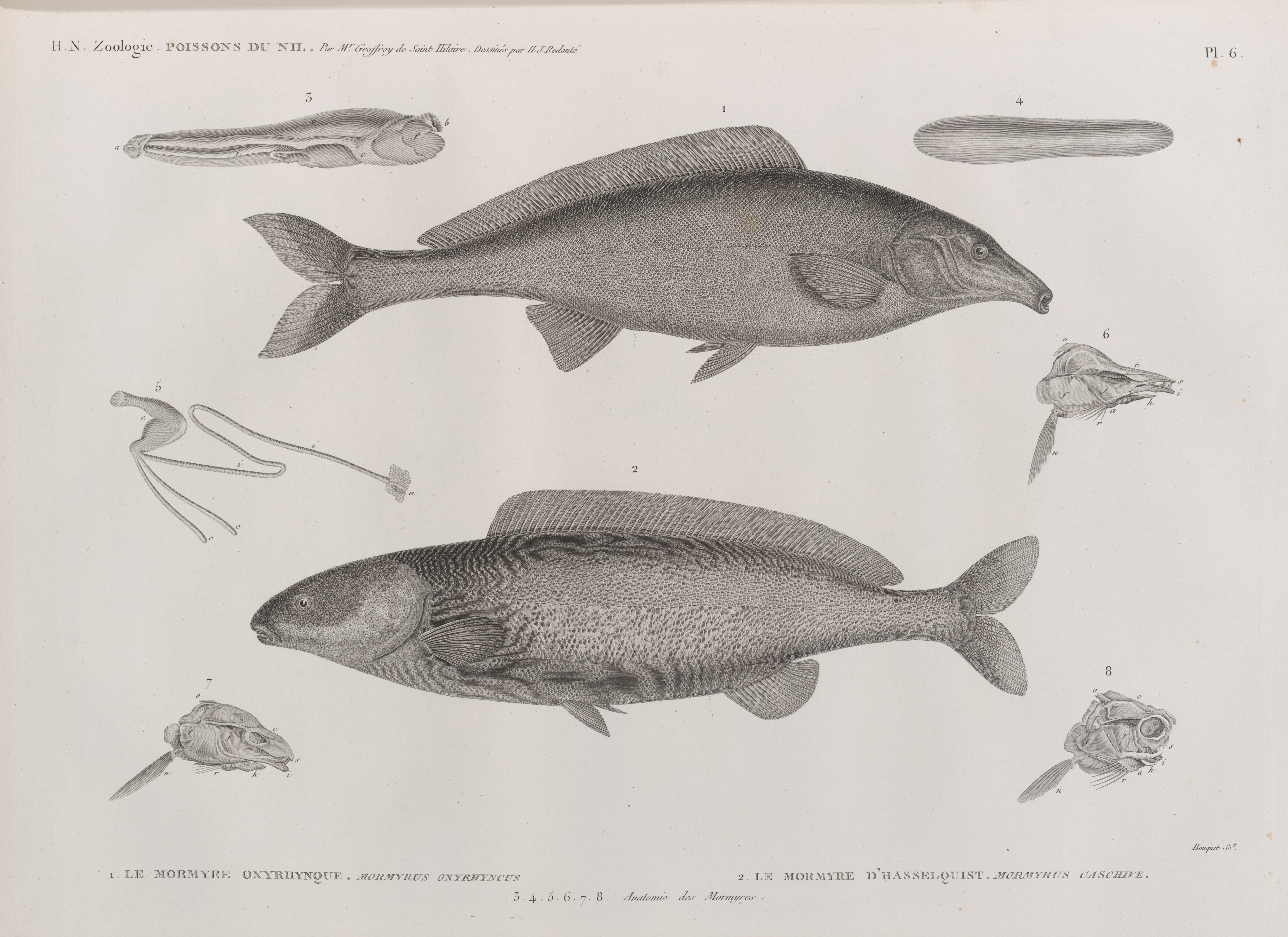
Mormyre oxyrhynque (Mormyrus oxyrhyncus) ; Mormyre d'Hasselquist (Mormyrus caschive) ; 3-8. Anatomie des Mormyres
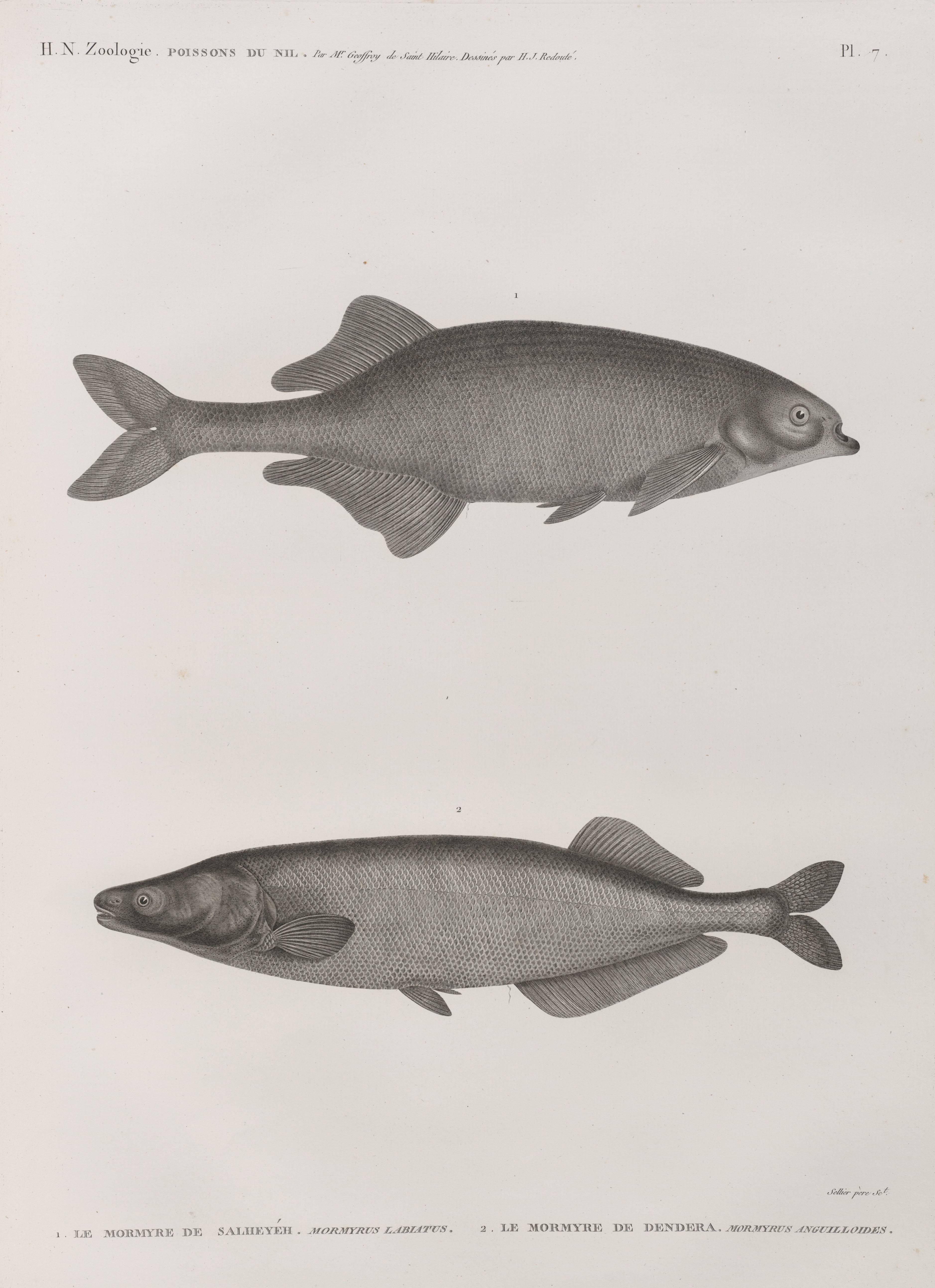
Mormyre de Salheyéh (Mormyrus labiatus) et Mormyre de Dendera (Mormyrus anguilloides)
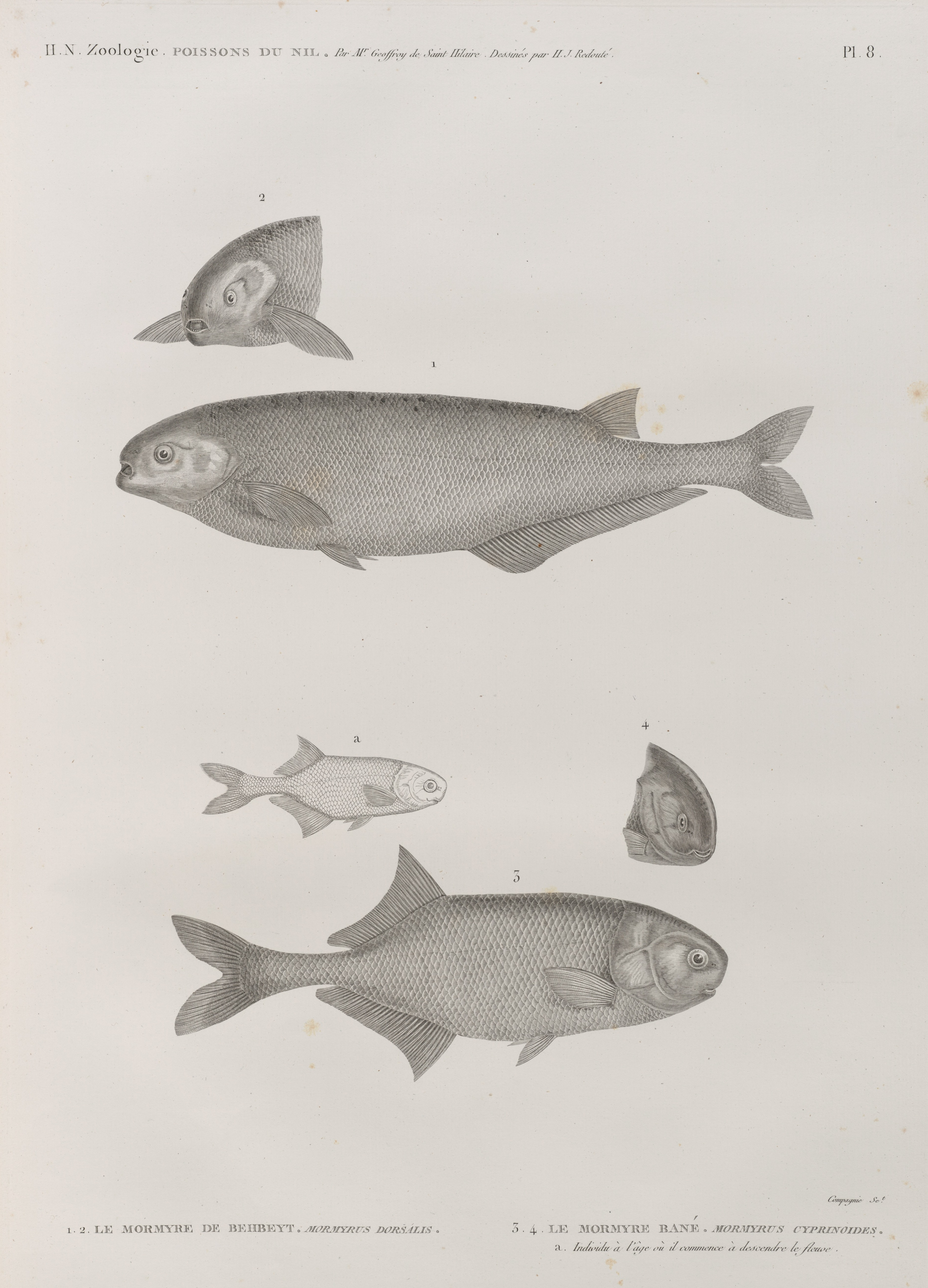
Mormyre de Behbeyt (Mormyrus dprsalis) et Mormyre bané (Mormyrus cyprinoides) : a) Individu à l'âge où il commence à descendre le fleuve
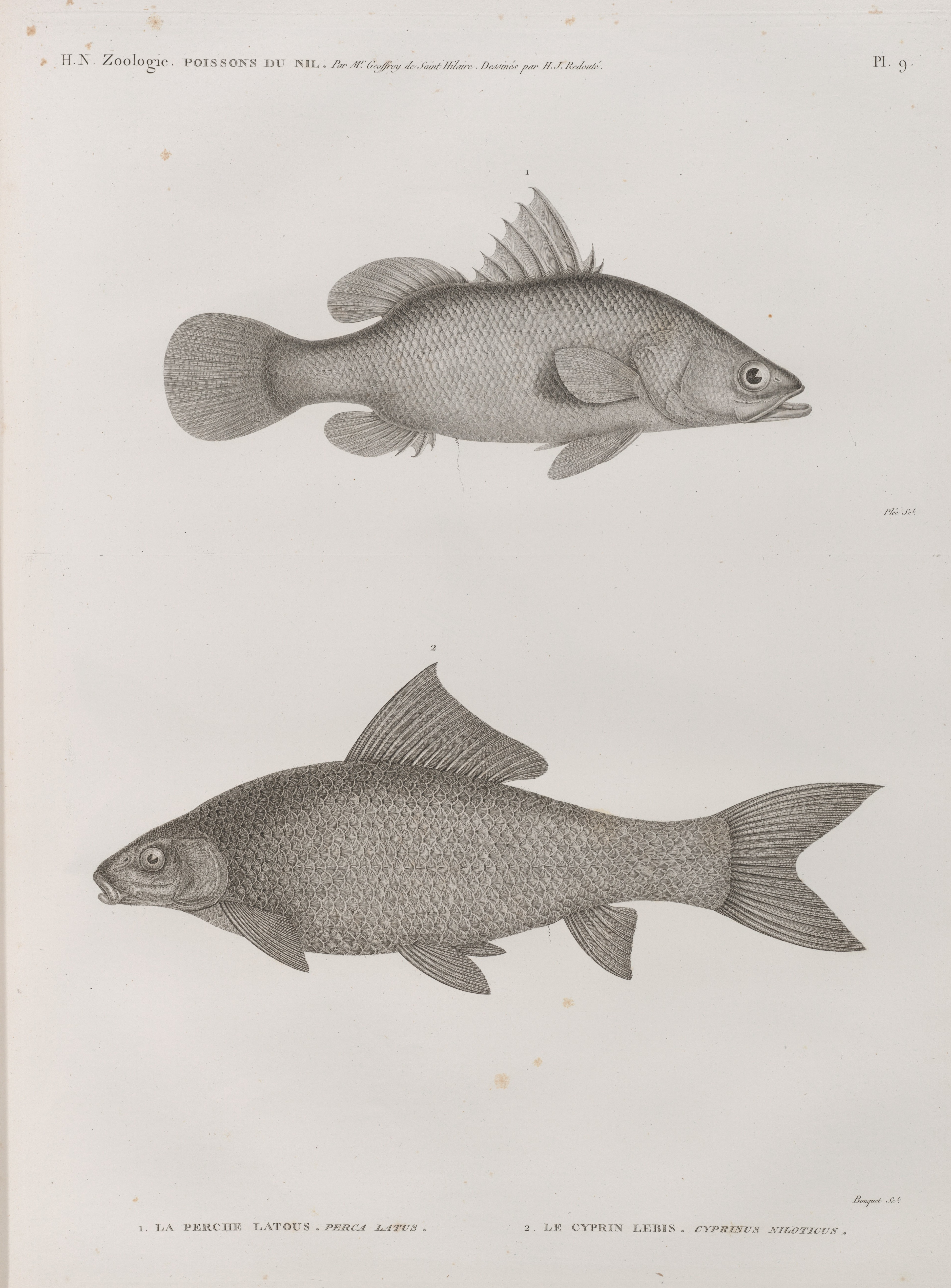
Perche latous (Perca latus) et Cyprin lebis (Cyprinus niloticus)
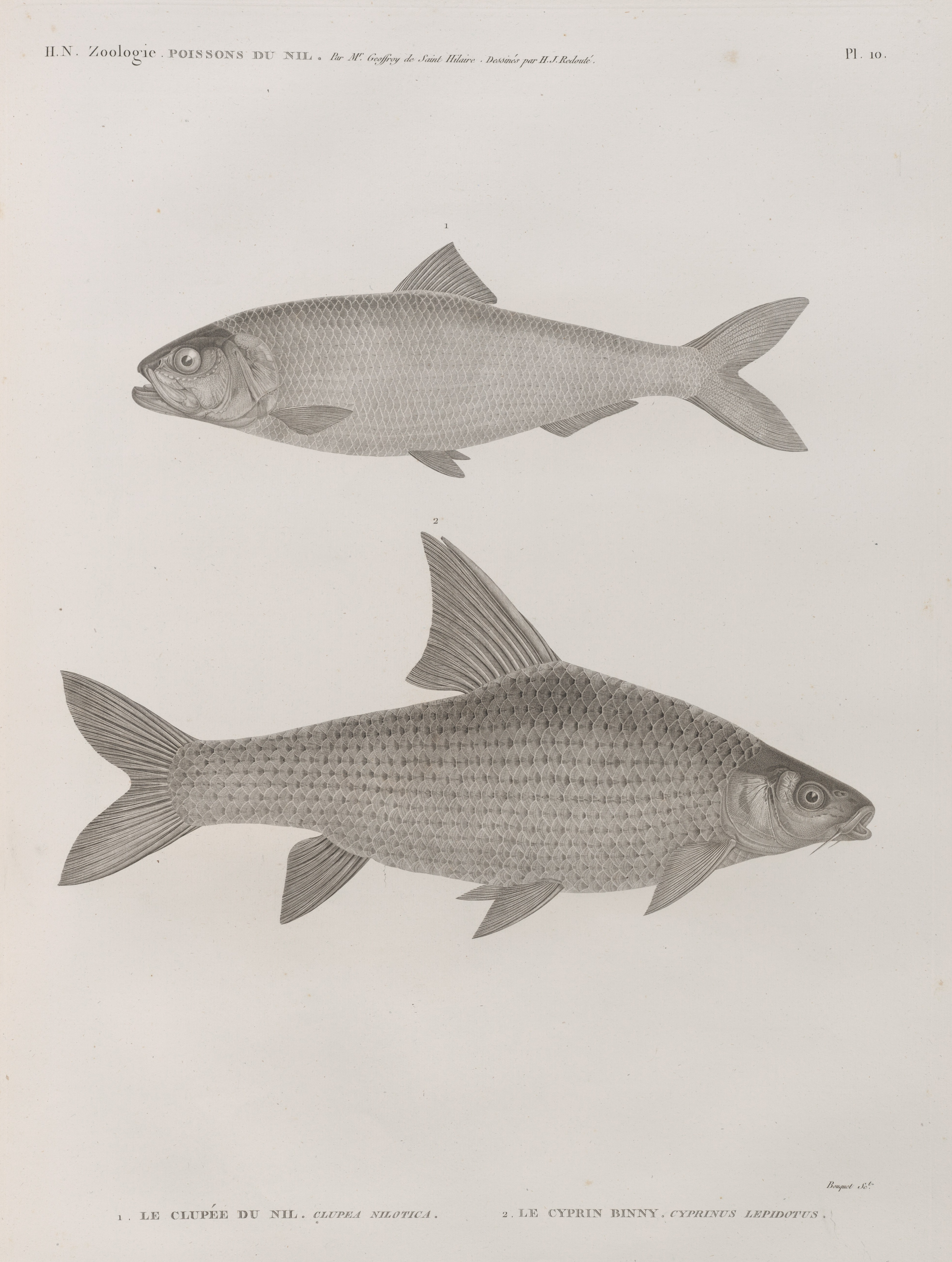
Clupée du Nil (Clupea nilotica) et Cyprin binny (Cyprinus lepidotus)
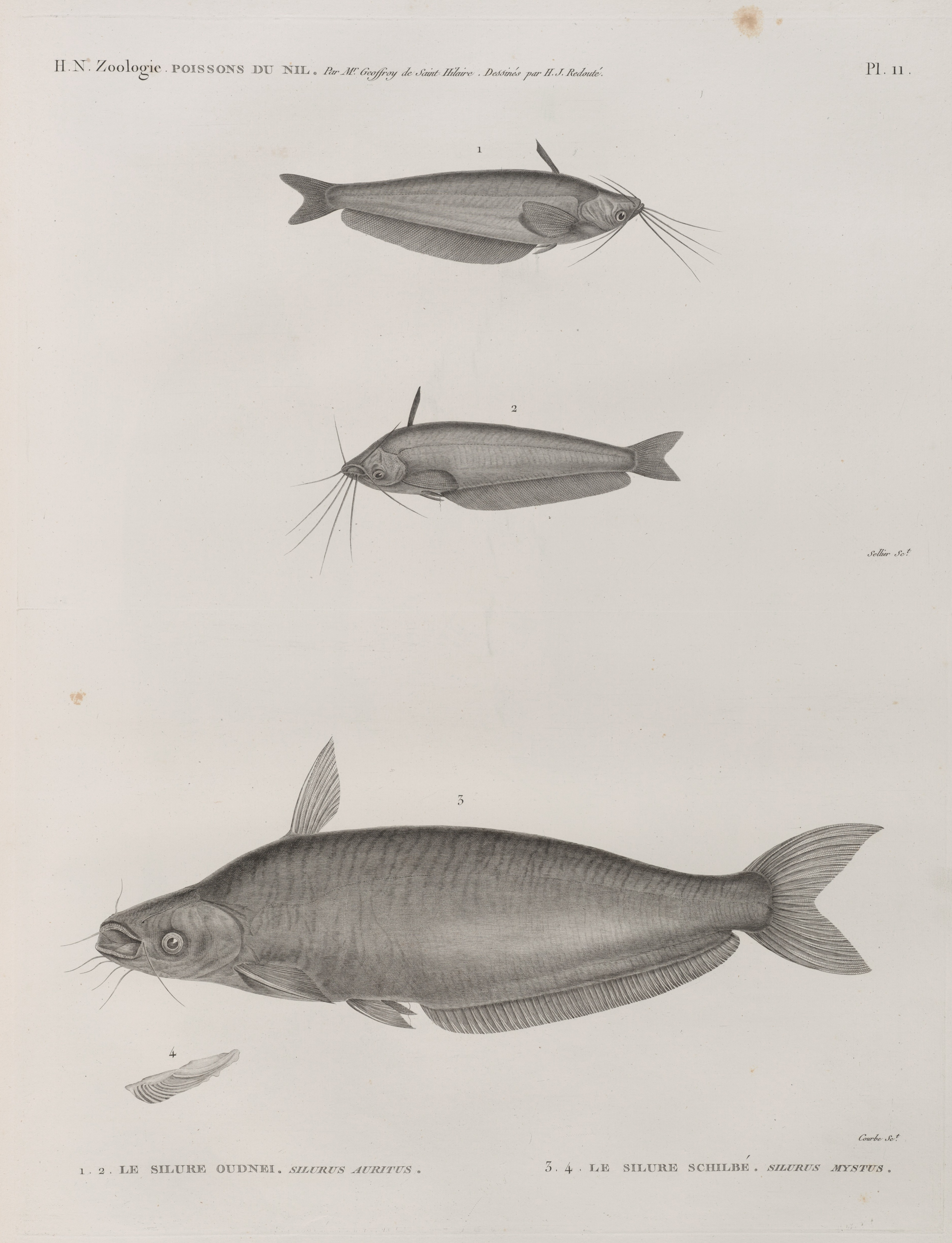
Silure oudnei (Silurus auritus) et Silure schilbé (Silurus mystus)
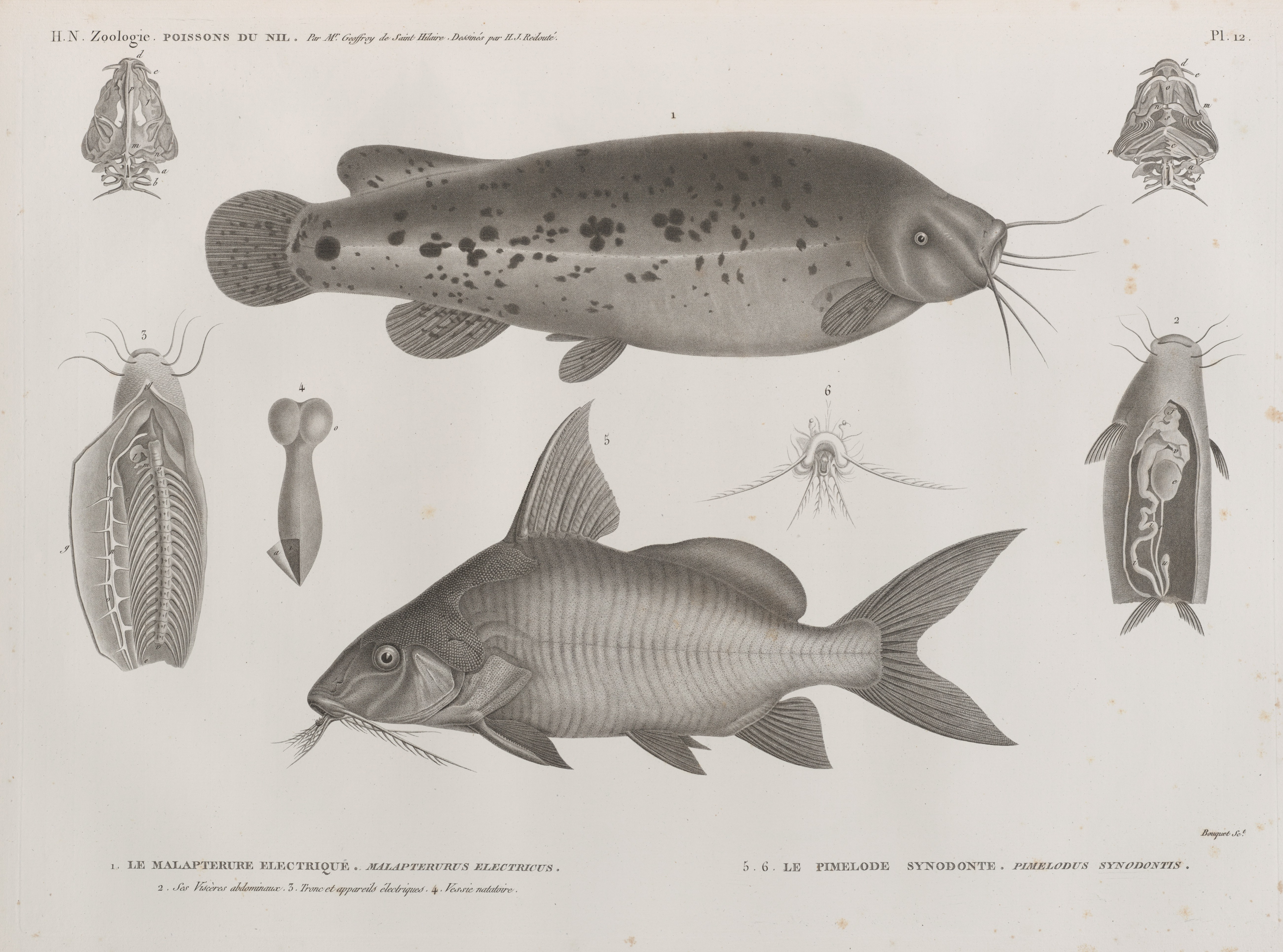
Malapterure électrique (Malapterurus electricus) : 2) ses viscères abdominaux ; 3) tronc et appareils ; 4) vessie natatoire ; 5-6) Pimelode synodonte
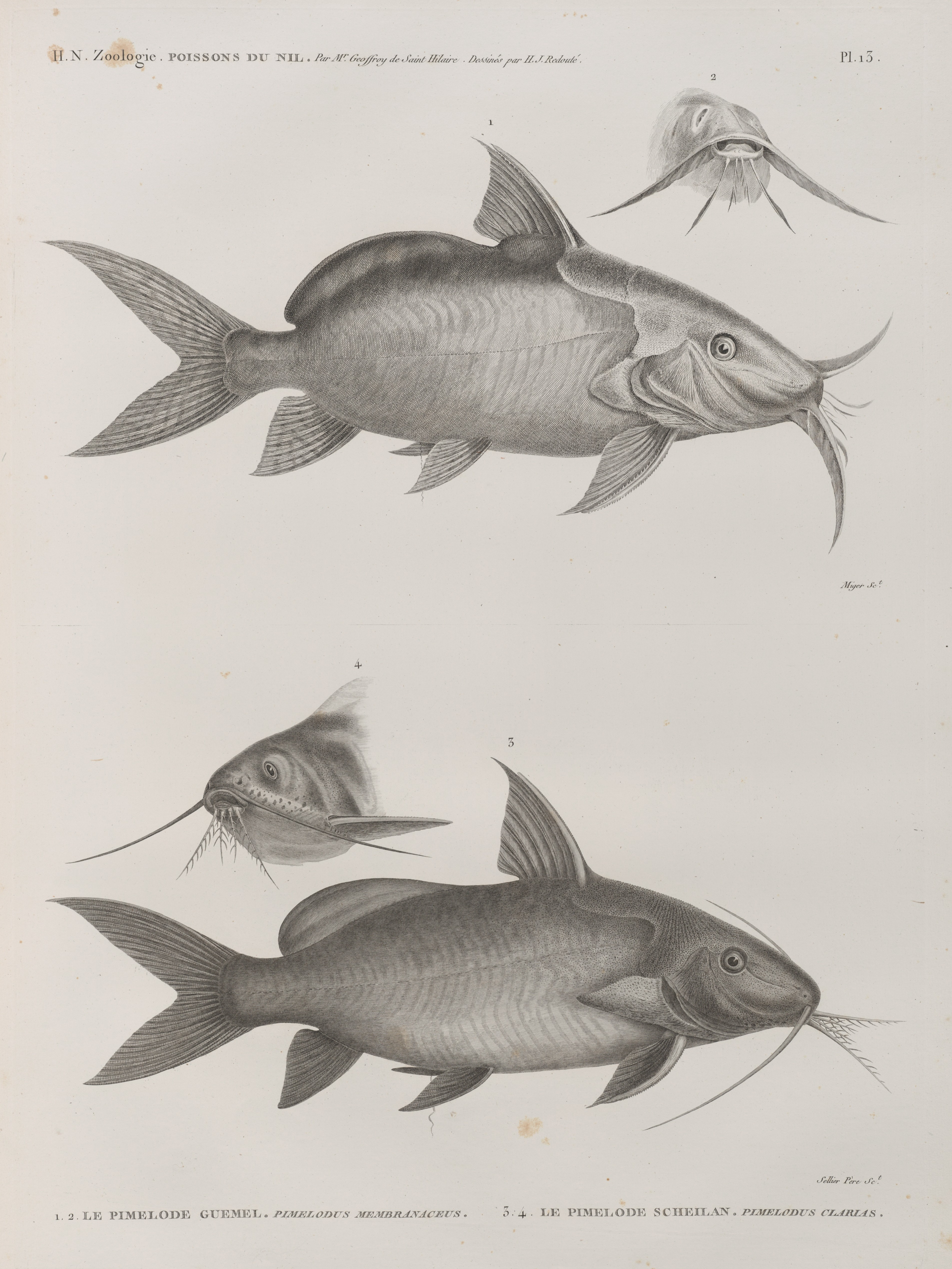
Pimelode guemel (Pimelodus membranaceus) et Pimelode scheilan (Pimelodus clarias).
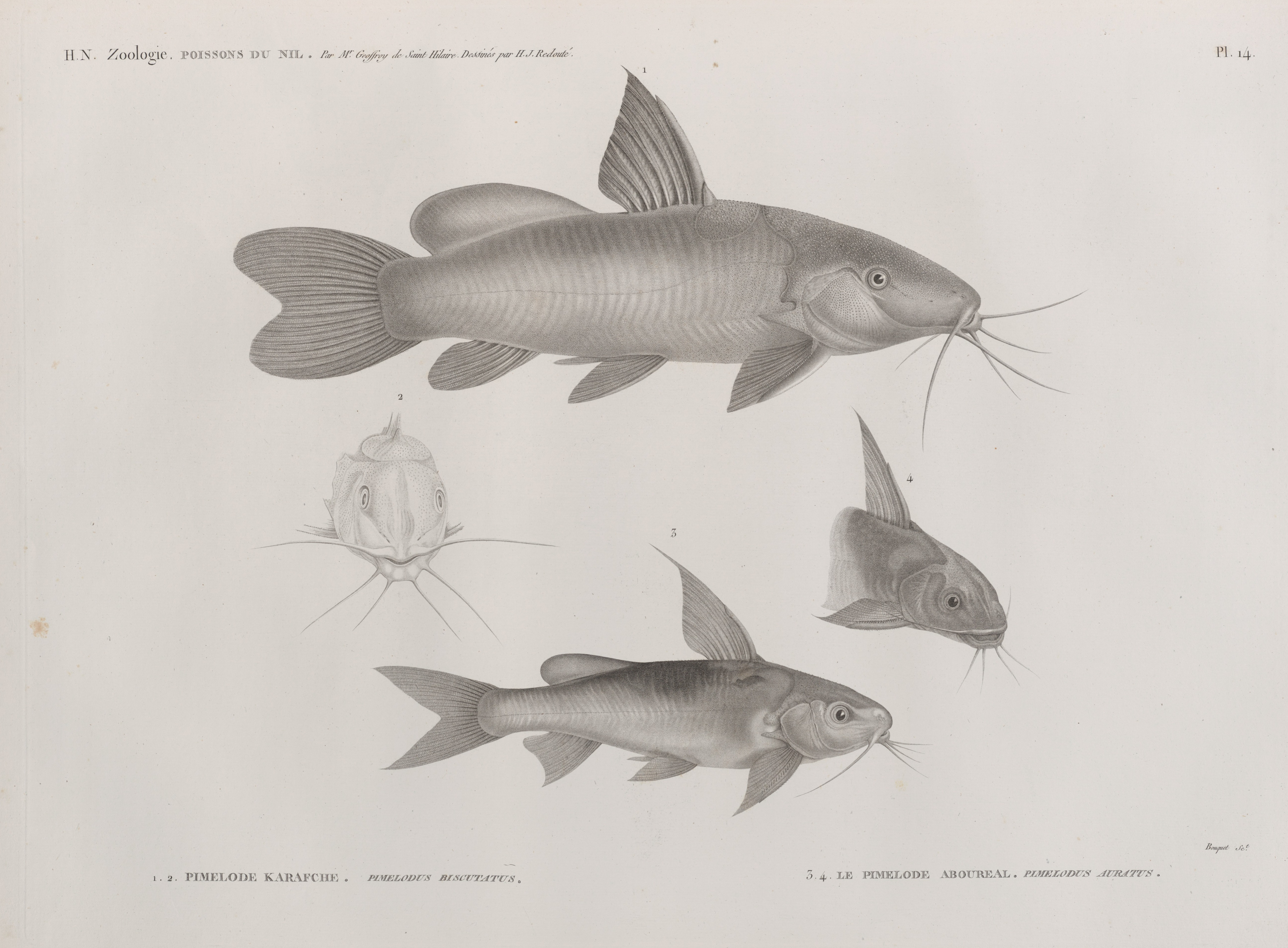
Pimelode karafche (Pimelodus biscutatus) et Pimelode aboureal (Pimelodus auratus)
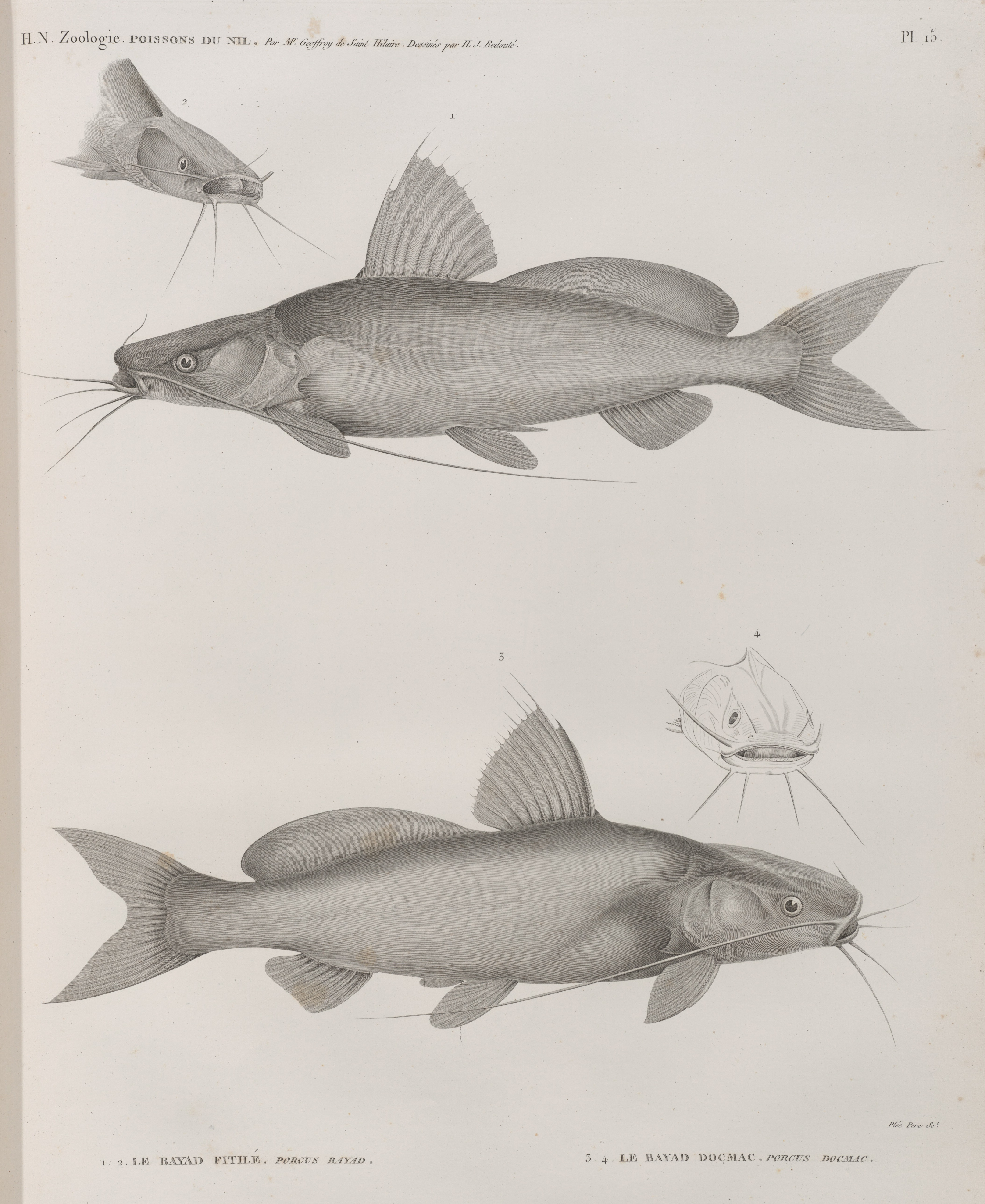
Bayad fitilé (Porcus bayad) et Bayad docmac (Porcus docmac)
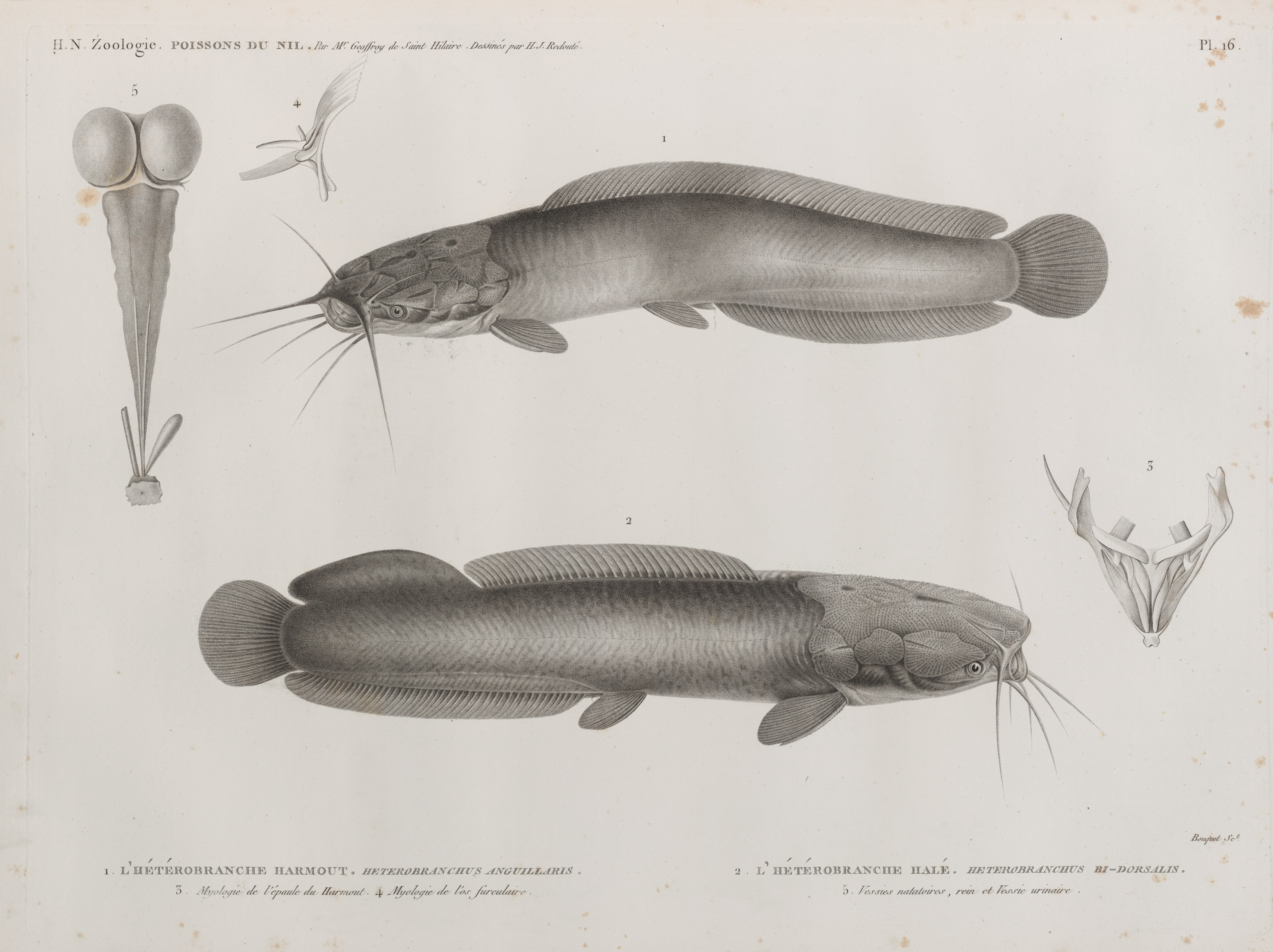
Hétérobranche harmout (Heterobranchus anguillaris) : Myologie de l'épaule du Harmout et de l'os furculaire ; Hétérobranche halé

## Galerie: Alexandrie

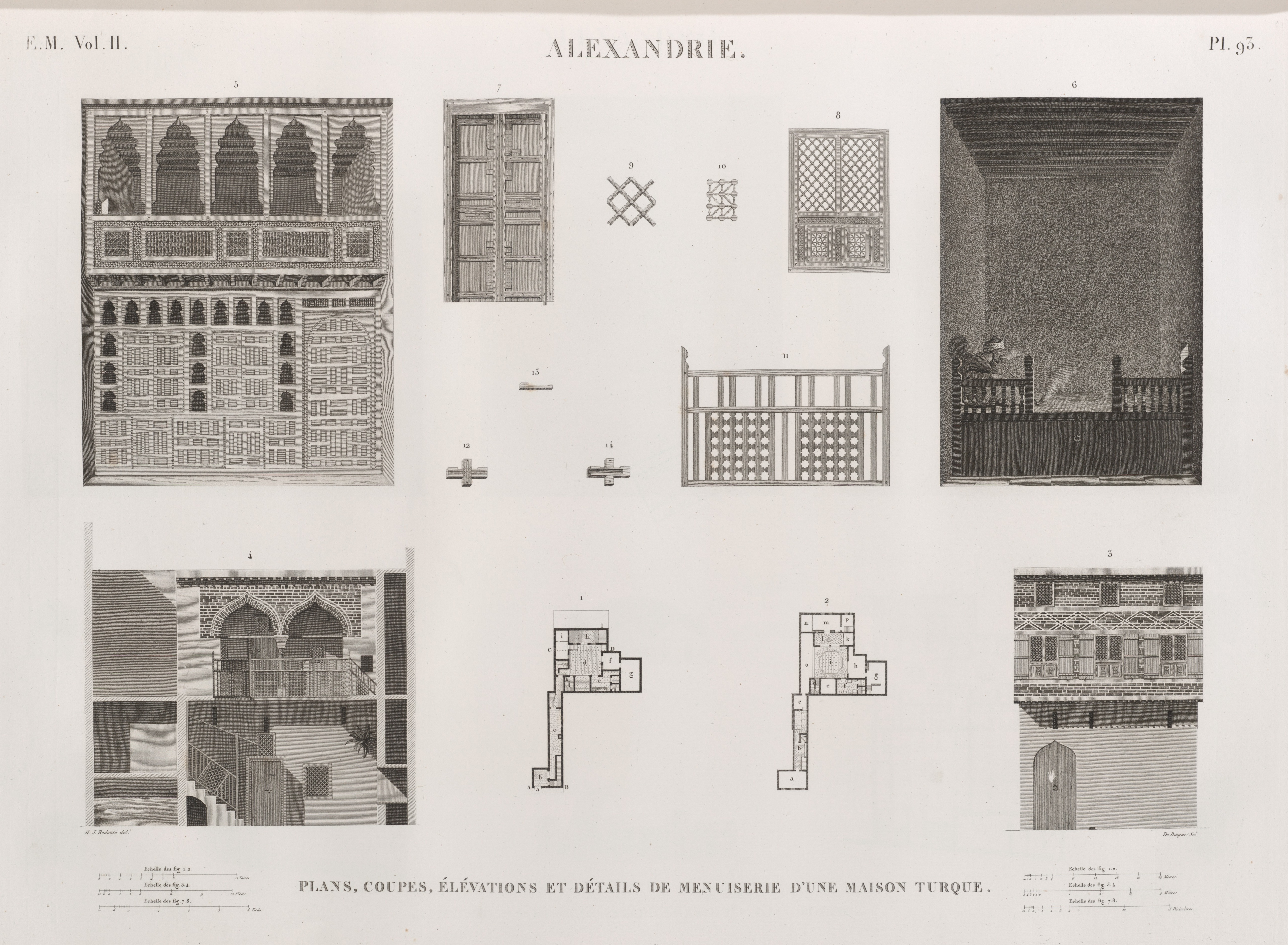
Plans, coupes, élévations et détails de menuiserie d'une maison turque
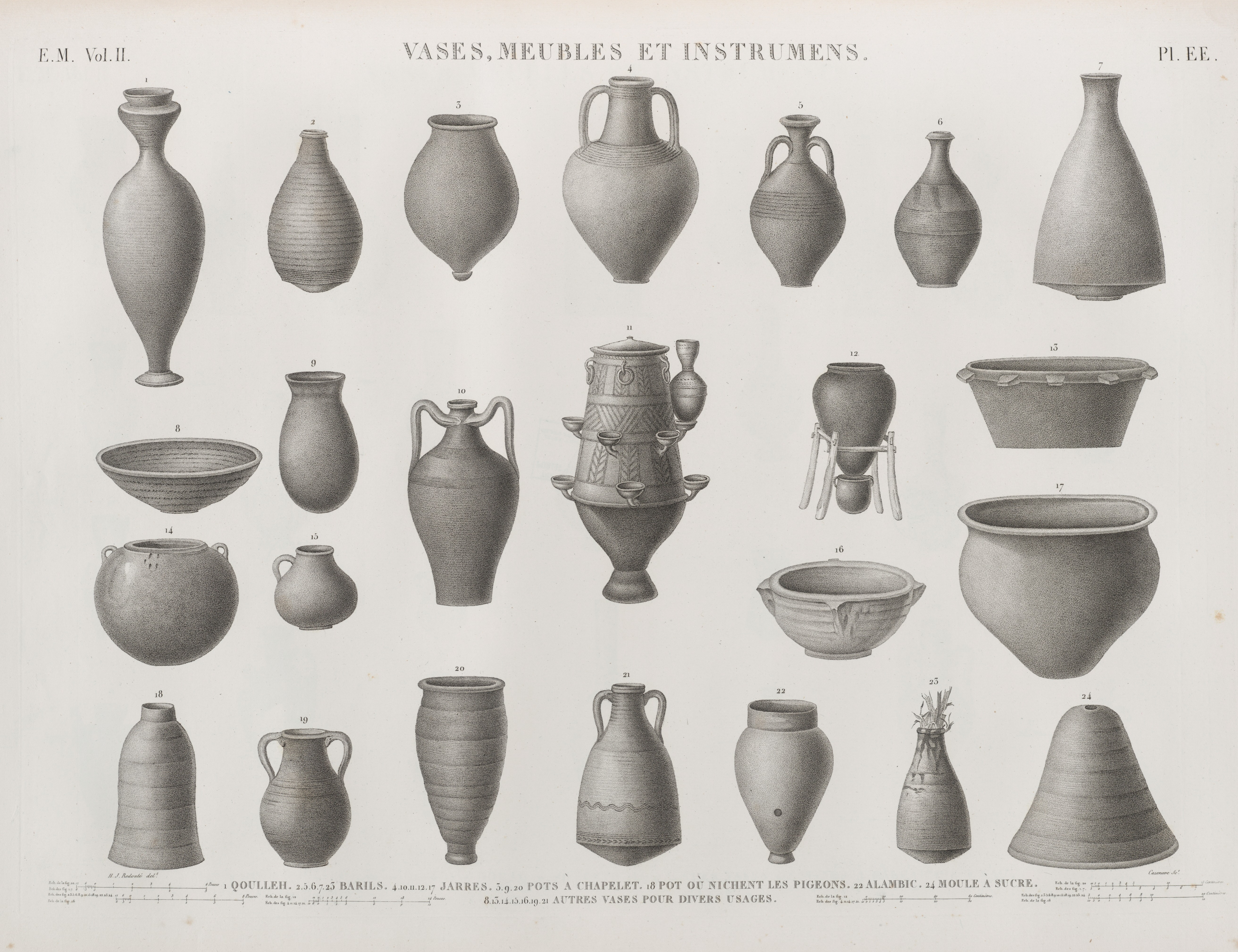
Qoulleh ; Barils ; Jarres ; Pots à chapelet ; Pot où nichent les pigeons ; Alambic ; Moule à sucre
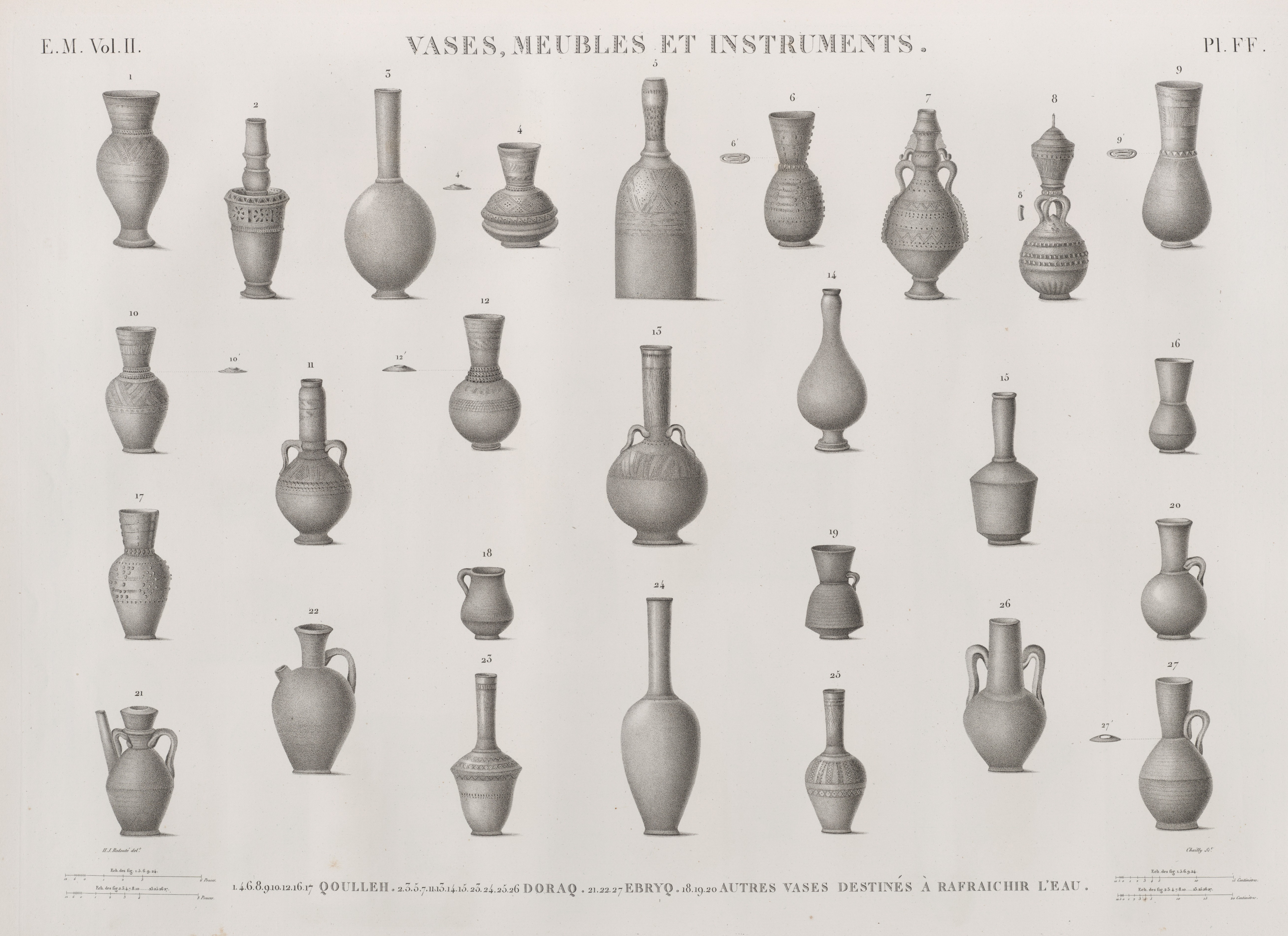
Qoulleh ; Doraq ; Ebryq ; et autres vases destinés à rafraichir l'eau.
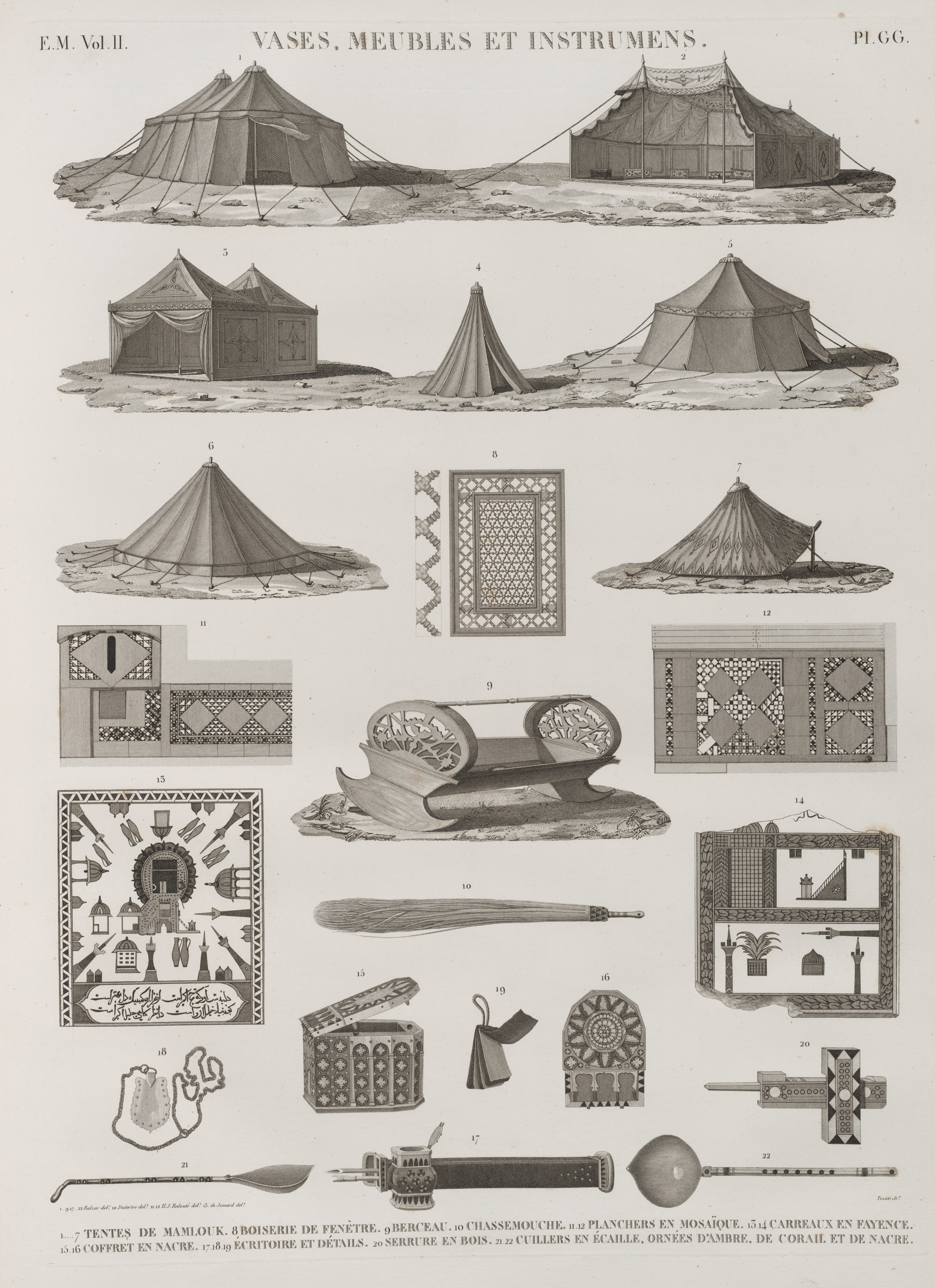
11-12) Planchers en mosaïque
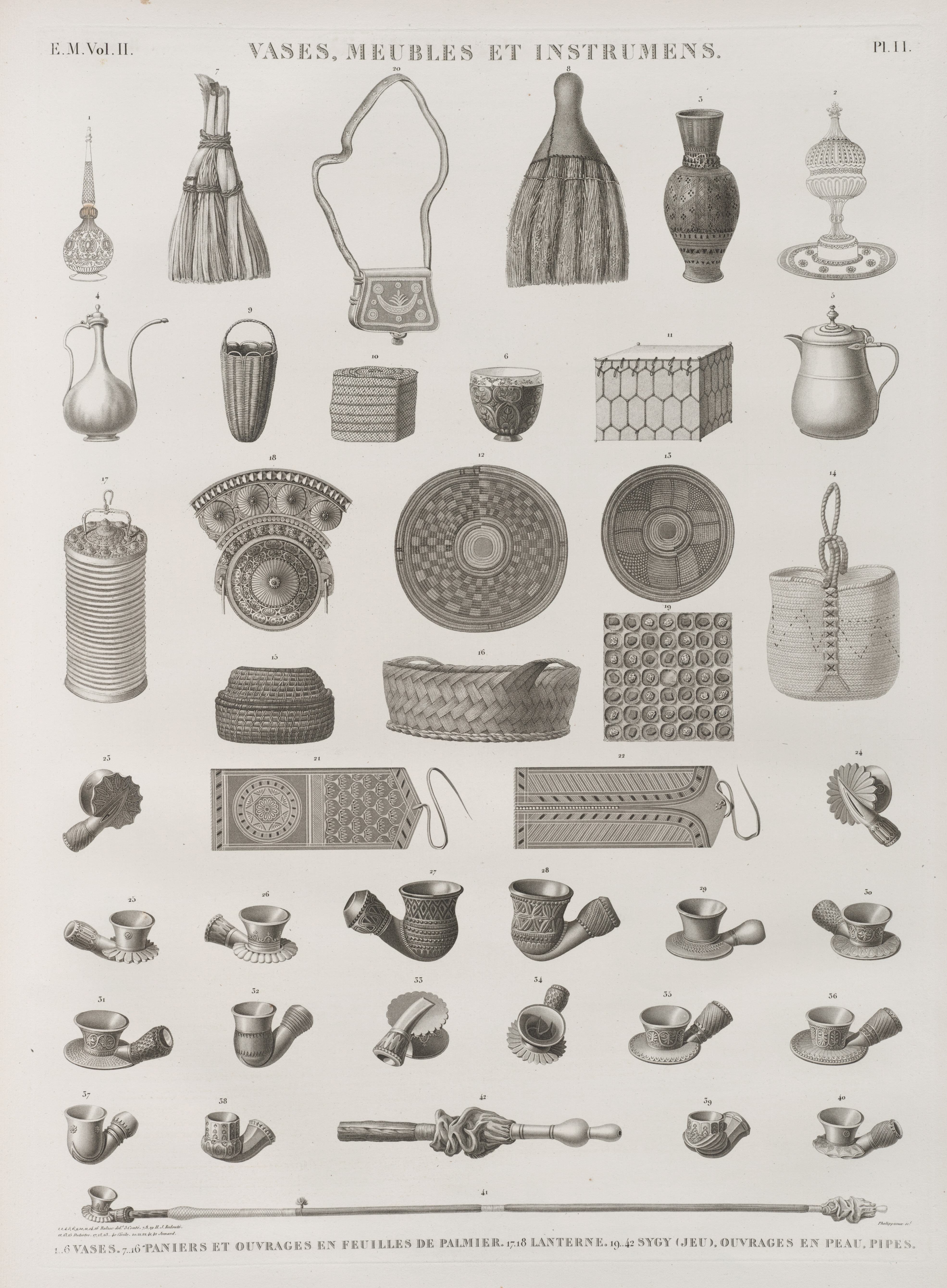
7-8) Paniers et ouvrages en feuilles de palmier ; 19)
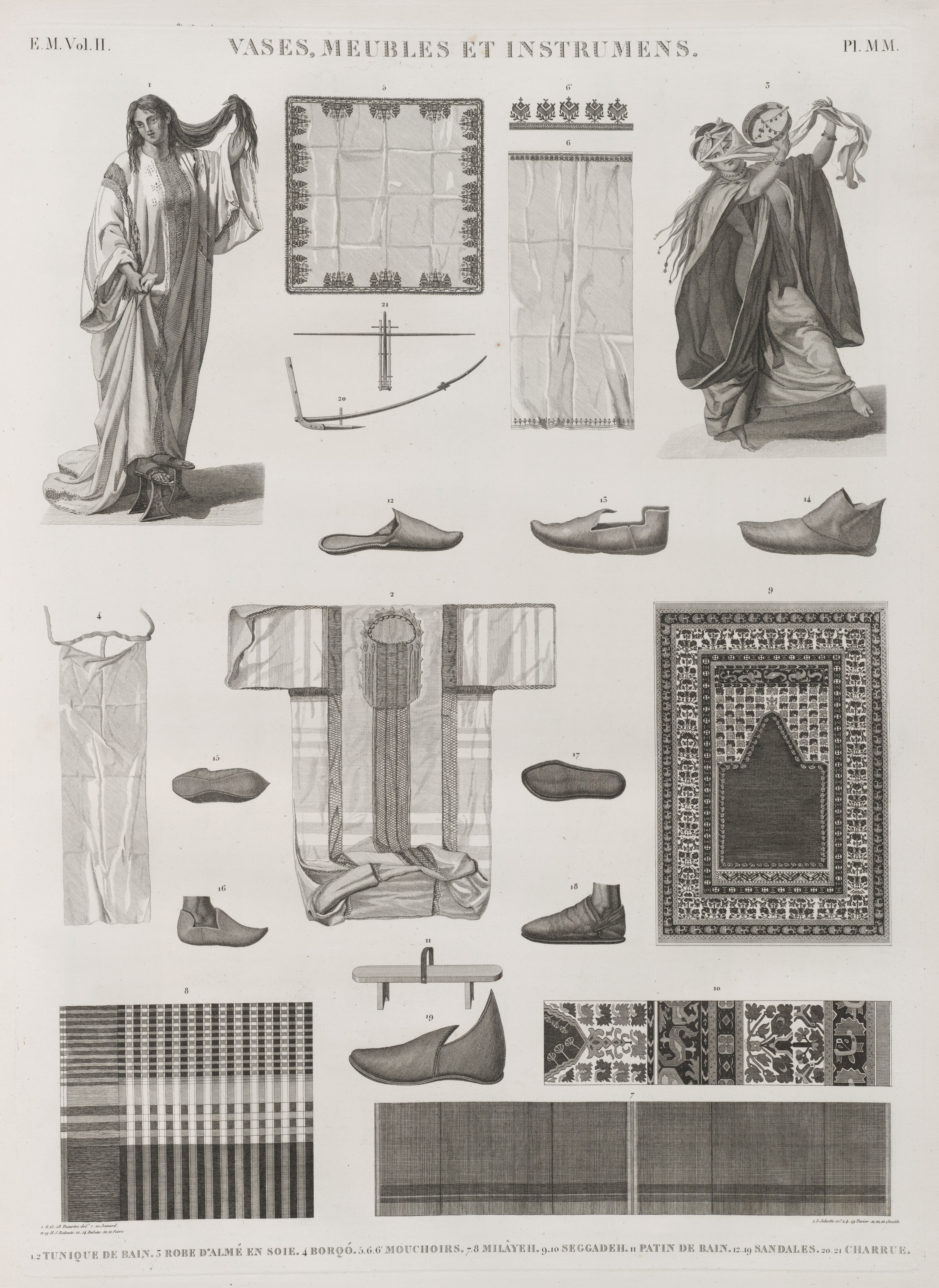
11-19) Patin de bain et sandales.